# Лиценз за пилот на многоекипажен самолет
Лицензът за пилот на многоекипажен самолет (на английски: Multi-Crew Pilot Licence, MPL) заедно с Лиценза за търговски пилот (CPL) (на английски: Commercial Pilot Licence, CPL) и Лиценза за транспортен пилот (ATPL) (на английски: Airline Transport Pilot Licence, ATPL) е вид професионален лиценз за пилот. Той е въведен през 2006 г. от ИКАО, междувременно са изминати правните процедури за въвеждането му в Европа. В Германия е въведен през 2008 г. Теоретичната фаза е същата като при лиценза за транспортен пилот, но практическата фаза, за разлика от другите два лиценза, е много по-насочена към работата като екипаж, за да свикват обучаемите с работата на пътнически самолет от самото начало на обучението. Обучението следва като ab initio-обучение, т.е. предварителни познания не са наложителни.

## Лицензът

### Концепт

#### Threat аnd Error Management (TEM)
Този концепт се отнася до повишаването на безопасността на полетите, чрез развиване на социалната компетенция на пилотите. Обучаемите се учат на определен модел на работа и поведение в кокпита, а за авиокомпаниите този модел е интересен, защото той подготвя бъдещите им кадри за работа в среда, много близка до бъдещата им работа.

#### Композиция на обучението
Практическото обучение е разделено на 4 фази, композирани и изпълнявани по правилата на различни учебни центрове. Първоначално обучаемият се обучава в учебен център (FTO), за да усвои умения по пилотиране по визуални правила (VFR), както и основни умения по пилотиране по инструментални правила (IFR). Задълбочаването на IFR-ообучението, както и специализирането на определен тип самолет се извършва в учебен център за подготовка на тайп рейтинг (TRTO). След получаването на лиценза обучението завършва в авиокомпания с така нареченият line training (последният етап на обучението, на истински пътнически самолет по рейсове на авиокомпанията.)

#### Proof-of-Concept
По пограмата Proof-of-Concept се документират внимателно всички ученици и курсове, за да бъдат оценени от ИКАО и да се прецени дали има нужда от промени и подобрения в обучението.

### Изисквания и права

#### Обучаемите
Кандидатът трябва да е на поне 18 години и да притежава медицинско клас 1. След успешно завършване на обучението получава лиценз MPL(A) (A от Aeroplane, т.е. за самолет). В него е включен и рейтинг за летене по инструменти, който е ограничен само за многоекипажни самолети, с което след завършване на тайп рейтинг, пилотът може да работи като пилот на многоекипажен, реактивен самолет по визуални и интрументални правила.

#### Инструкторите
Освен FI(A)-рейтинг, инструкторите трябва да имат общ нальот от поне 500 ч. и поне 200 ч. като инструктор, за да могат да преподават в основната, първата фаза на обучението. Това са същите изисквания като инструкторите за CPL(A).
За да преподават във втората фаза, инструкторите трябва да имат общ нальот от поне 1500 ч. и да са минали CRM курс (курс по мениджмънт на ресурсите на екипажа)
В последните две фази, както и по време на лайн-трейнинга, преподаватели са TRI, които са получили специално обучение да преподават в тези фази на MPL-обучението.

## Теоретично обучение
На практика същите изпити като за Лиценза за транспортен пилот (ATPL) с поне 750 учебни часа, за да се достигнат знанията като за ATPL, което улеснява по-нататъшното издаване на ATPL, от MPL, без полагане на допълнителни изпити. Предметите, които се изучават по одобрена учебна програма от местните власти и учебните центрове са:
• 010 Air Law (Общи правила)
• 021 Airframe / Systems / Powerplant (Самолет / Системи / Двигатели)
• 022 Instrumentation (IИнструменти)
• 031 Mass & Balance (Затоварване и Баланс)
• 032 Performance Aeroplane (Функциониране на самолета)
• 033 Flight Planning and Monitoring (Планиране)
• 040 Human Performance (Функциониране и лимит на човека)
• 050 Meteorology (Метеорология)
• 061 General Navigation (Обща Навигация)
• 062 Radio Navigation (Радионавигация)
• 070 Operational Procedures (Операционни Процедури)
• 080 Principles of Flight (Аеродинамика)
• 091 VFR Communication (VFR комуникационни процедури)
• 092 IFR Communication (IFR комуникационни процедури)

## Практическо обучение
Практическото обучение се състои от 4 фази и поне 240 летателни часа (от тях поне 10 ч. самостоятелно летене), като завършва с Linetraining. 

### Core Phase (Основополагаща фаза)
В първата фаза се поставят основните летателни умения. Контролиране на самолета, стандартни навигационни процедури и основи на инструменталното летене на самолети с един пилот. Трябва да се достигнат часове, които са достатъчни за издаване на Лиценз за пилот-любител, PPL. Решение на обучаемия е дали да положи изпит за пилот-любител, за да придобие правата на такъв. С помощта на Crew Resource Management Training се постигат нужните умения по социална компетенция, вземане на решения, водене на самолета, концентрация и ситуационна осведоменост които следват по време на целия курс. Обучението се извършва на едномоторен самолет (SEP), симулатор (FNPT II) и двумоторен самолет (MEP).

### Basic Phase (Изграждаща фаза)
Във втората фаза обучаемият се въвежда в летенето в екипаж съставен от двама пилоти. Трупа се опит като Pilot-Flying и Pilot-Monitoring, като за издаването на рейтинг за полети по инструменти се тренират полети по инструментални правила, както и различни откази на самолета. Обучението се извършва на симулатор (FNPT II).

### Intermediate Phase (Средна Фаза)
В третата фаза продължава да се тренира летенето в екипаж, съставен от двама пилоти, но на симулатор (Full Flight Simulator, FFS) на голям пътнически самолет (примерно Ембраер 190, Еърбъс А320 или Боинг 737) с процедури на авиокомпанията. Тренира се работа като PF и PM, Crew Resource Management, Професионална работа с чек-листите, Call-Out – и и др. Фазата завършва с Line Orientated Flight Training (LOFT) упражнение.

### Advanced Phase (Фаза за напреднали)

#### Тайп Рейтинг (Специализиране на определен тип самолет)
В тази фаза обучаемите придобиват тайп рейтинг т.е. специализират се на определен тип самолет, задълбочават познанията си за него в симулатор (FFS) като използват процедурите на компанията и се отработват различни нормални, ненормални и аварийни ситуации. Тази фаза завършва с Бейс Трейнинг,  в когото се учат да пилотират истински пътнически самолет, като правят 12 излитания и кацания (touch-and-go).

#### Лайн Трейнинг под наблюдение
След завършване на тайп рейтинга обучаемият лети определен брой полети (Около 60) по линии на авиокомпанията. След приключване на тази фаза, цялото обучение е завършено.

## Критика
Поради на ограничените си възможности и по-малкото реални часове спрямо другите лицензи, MPL е подложен на относително голяма критика, от друга страна вече от няколко години най-напредничавите авиокомпании в света обучават своите бъдещи пилоти по тази програма и представянето им е безупречно.